# Liste der deutschen Botschafter in den Niederlanden

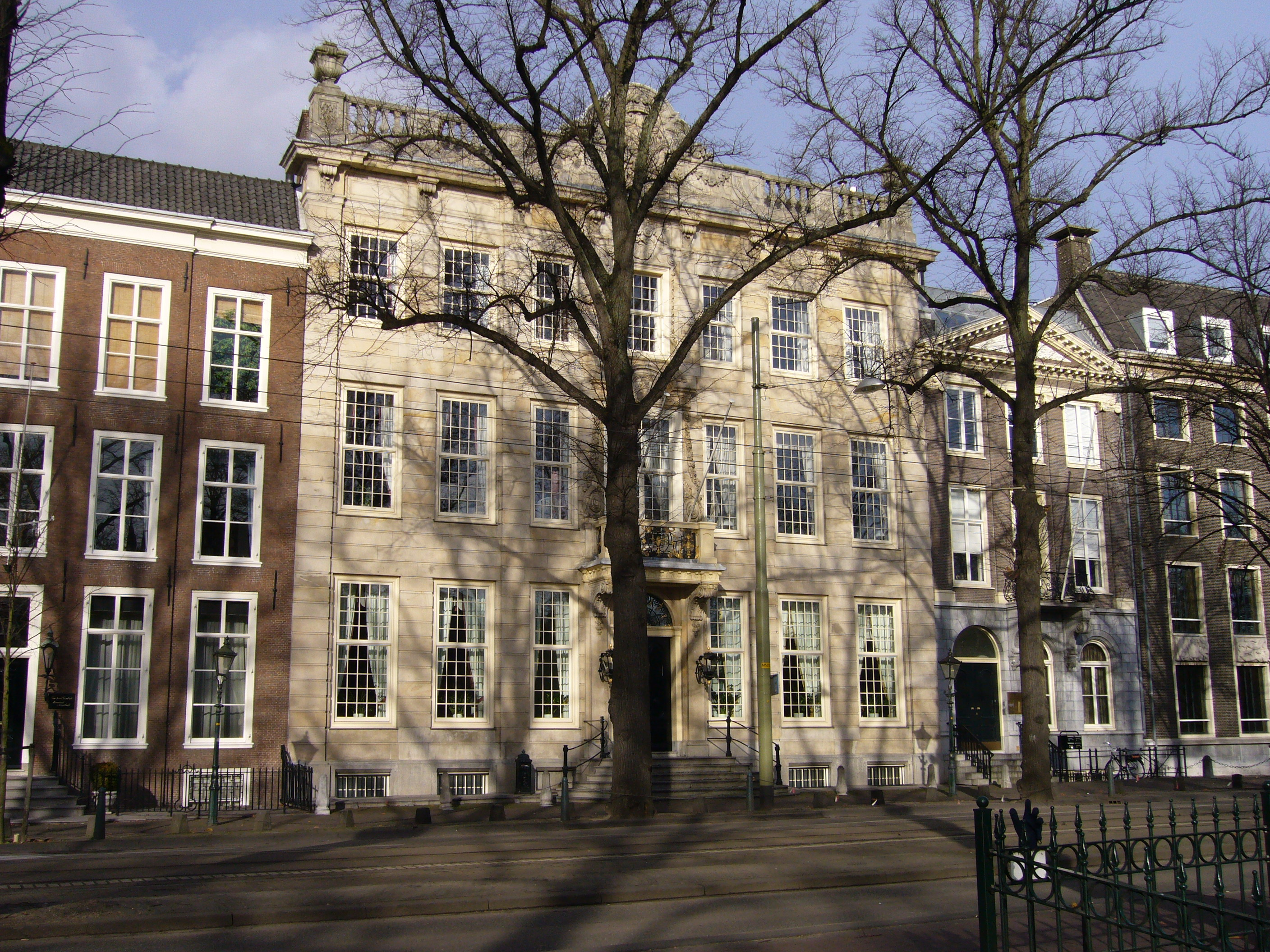
Huis Schuylenburch, Residenz des Deutschen Botschafters in Den Haag

Liste der deutschen Botschafter im Königreich der Niederlande.

## Botschafter

### Botschafter des Deutschen Reichs
| Name                                                   | Bild               | Amtszeit            | Anmerkungen        |
| Norddeutscher Bund                                     | Norddeutscher Bund | Norddeutscher Bund  | Norddeutscher Bund |
| ------------------------------------------------------ | ------------------ | ------------------- | ------------------ |
| Wilhelm von Perponcher-Sedlnitzky                      |                    | 1868–1871           |                    |
| / Deutsches Reich                                      |                    |                     |                    |
| Wilhelm von Perponcher-Sedlnitzky                      |                    | 1871–1874           |                    |
| Julius von Canitz und Dallwitz                         |                    | 1874–1882           |                    |
| Friedrich Johann von Alvensleben                       |                    | 1882–1884           |                    |
| Anton Saurma von der Jeltsch                           |                    | 1885–1891           |                    |
| Kuno zu Rantzau                                        |                    | 1891–1895           |                    |
| Egon von den Brincken                                  |                    | 1895–1899           |                    |
| Friedrich Pourtalès                                    |                    | 1899–1902           |                    |
| Karl von Schlözer                                      |                    | 1902–1907           |                    |
| Felix von Müller                                       |                    | 17.1.1908–11.5.1915 |                    |
| Richard von Kühlmann (* 1873; † 1948)                  |                    | 1915–31.10.1916     |                    |
| Friedrich Rosen (* 1865; † 1935)                       |                    | 1916–1921           |                    |
| Hellmuth Freiherr Lucius von Stoedten (* 1869; † 1934) |                    | 1921–1927           | Gesandter          |
| Julius von Zech-Burkersroda (* 1885; † 1946)           |                    | 1928–1940           |                    |
| Otto Bene                                              |                    | 1940–1945           |                    |

### Botschafter der BundesrepublikDeutschland
| Name                                                       | Bild | Amtszeit       | Anmerkungen                 |
| BR Deutschland                                             | BR Deutschland                                                                                                  | BR Deutschland | BR Deutschland              |
| ---------------------------------------------------------- | --- | -------------- | --------------------------- |
| Karl Du Mont (* 27. Dezember 1889; † 1961)                 | | 1950–1952      | bis Juni 1951 Generalkonsul |
| Werner von Holleben (* 1902; † 1985)                       | | 1952–1953      | Geschäftsträger             |
| Hans Mühlenfeld (* 1901; † 1969)                           | | 1953–1958      |                             |
| Josef Löns (* 14. November 1910; † 1974)                   | | 1958–1963      |                             |
| Hans Berger (* 29. Oktober 1909; † 6. März 1985)           | | 1963–1965      |                             |
| Karl Hermann Knoke (* 9. August 1909; † 28. Dezember 1994) | Gesandter und späterer Botschafter Karl Hermann Knoke (im Mai 1964 aufgenommen von Marie Agnes Gräfin zu Dohna) | 1965–1968      |                             |
| Hans Arnold (* 14. August 1923)                            | | 1968–1972      |                             |
| Adolf Max Obermayer (* 1911; † 1976)                       | | 1972–1976      |                             |
| Herbert Dreher (1916–2010)                                 | | 1976–1979      |                             |
| Gerhard Fischer (* 1921; † 2006)                           | | 1980–1983      |                             |
| Otto von der Gablentz (* 1930; † 2007)                     | | 1983–1990      |                             |
| Klaus-Jürgen Citron (* 16. Mai 1929; † 11. Dezember 2007)  | | 1990–1994      |                             |
| Wilhelm Haas (* 18. August 1931; † 18. Oktober 2024)       | | 1994–1996      |                             |
| Eberhard von Puttkamer (1936–2019)                         | | 1996–2001      |                             |
| Edmund Duckwitz (* 1949)                                   | | 2001–2006      |                             |
| Thomas Läufer (* 1945)                                     | | 2006–2010      |                             |
| Heinz-Peter Behr (* 1955)                                  | | 2010–2012      |                             |
| Franz Josef Kremp (* 1955)                                 | | 2013–2016      |                             |
| Dirk Brengelmann (* 1956)                                  | | 2016–2021      |                             |
| Cyrill Nunn (* 1958)                                       | | 2021–2024      |                             |
| Nikolaus Meyer-Landrut (* 1960)                            | | 2024–          |                             |

## Gesandte deutscher Staaten (vor 1871)

### Badische Gesandte
- 1709–1713: Hermann von Petkum, Resident
- 1719–1723: Henry Charles des Bordes (1679/1680–?), Resident
- 1725: Abel de Rotolp de la Devèze (1679/1680–1750), Resident
- 1747–1780: Gottlieb Heinrich von Treuer (1696/1697–1780), Resident, ab 1776 Ministerresident
- 1781–1795 und 1806–1810: George François de Bosset (1756–1813), Geschäftsträger, ab 1806 Ministerresident

…
- 1866–1871: Gustav von Bohlen-Halbach (1831–1890)

### Bayerische Gesandte
- 1690–1692: Corbinian von Prielmayer (1643–1707); Ministre plénipotentiaire
- 1692: Don Balthazar de Fuenmayor y la Sazon marquès de Castel Moncayo; Geschäftsträger
- 1695–1697: Corbinian von Prielmayer Freiherr von Priel (1643–1707); außerordentlicher Gesandter, ab 1697 Ministre plénipotentiaire
- 1698–1702: Johann Baptist Freiherr von Lancier († 1702); Resident
- 1714–1717: Baron von Heydenfeldt, Gesandter
- 1721–1741: Giacomo Antonio Gansinotti (Jacob Anthon van Gansinot, † 1741); Resident, ab 1729 außerordentlicher Gesandter
- 1742–1755: Petrus van Elsacker (1696–1755); Resident, ab 1751 außerordentlicher Gesandter
- 1755–1785: Jakob Olivier Freiherr von Cornet (1710–1785); Resident, ab 1769 außerordentlicher Gesandter
- 1786–1787: Arnold Josef Polis; Geschäftsträger
- 1787–1806: Franciscus Antonius van Willigen (* 1738); Geschäftsträger
- 1807–1810: Friedrich Wilhelm von Hertling; außerordentlicher Gesandter und Ministre plénipotentiaire

1810–1814: Unterbrechung der Beziehungen wegen Annektierung durch Frankreich
- 1815–1824: Friedrich August von Gise (1783–1860)
- 1869–1870: Joseph von Sigmund (1820–1901)

## Weblink
- Webseite der deutschen Botschaft Den Haag